# När jag blundar
När jag blundar (deutsch: Wenn ich meine Augen schließe) ist ein Lied von Pernilla Karlsson. Mit dem Song repräsentierte sie Finnland im ersten Halbfinale des Eurovision Song Contests 2012, in dem sie sich mit 42 Punkten auf dem zwölften Platz platzierte und sich somit nicht für das Finale qualifizieren konnte.
Es ist das zweite Mal, dass ein schwedischer Liedtext für einen finnischen Beitrag im Eurovision Song Contest geschrieben worden war. Der erste war Fri von der Band Beat aus dem Jahr 1990.